# Éric Sabin
Pour les articles homonymes, voir Sabin.
Éric Sabin est un footballeur français, international martiniquais, né le 22 août 1974 à Sarcelles (Val-d'Oise). Il a évolué en deuxième division française avec le Nîmes Olympique et l'ES Wasquehal.

## Biographie
Cet attaquant de grande taille (1,85 m) joue principalement à Nîmes. Avec cette équipe, il est finaliste de la Coupe de France en 1996 et Champion de France de National en 1997. 
Après deux ans à Wasquehal, il tente sa chance en Angleterre où il joue dans plusieurs clubs évoluant en Division 3 et Division 4. 
De retour en France, en juillet 2006 il rejoint un club de CFA, l'AC Arles avec lequel il monte en National en 2007.
Il quitte le club à l'issue d'une bonne saison 2007-2008 pour rejoindre la réserve professionnelle du Nîmes Olympique, qui évolue en CFA 2 (5e division).
Le 8 octobre 2008, il retrouve la sélection de football de la Martinique après 15 ans d'absence pour participer à la Digicel Caribbean Championships 2008 en Guadeloupe du 11 au 15 octobre 2008. Il inscrit 2 buts pour le match de son retour face à Grenade.
Le 7 novembre, il fait un retour dans l'équipe première du Nîmes Olympique, une entrée à la 76e minute en remplacement d'Eli Kroupi. Il n'avait plus joué en Ligue 2 depuis 2001.

## Carrière de joueur
- avant 1994 :  US Robert
- 1994-1999 :  Nîmes Olympique
- → 1997-1998 :  Gazélec Ajaccio (prêt)
- 1999-2001 :  ES Wasquehal
- 2001-2003 :  Swindon Town
- 2003-2004 :  Queens Park Rangers
- → 2004 :  Boston United
- 2004-2005 :  Northampton Town FC
- 2005-2006 :  Oxford United
- 2006-2008 :  AC Arles
- depuis 2008 :  Nîmes Olympique[1],[2]

## Palmarès
- Finaliste de la Coupe de France en 1996 avec le Nîmes Olympique
- Champion de France de National en 1997 avec le Nîmes Olympique